# Waffen der Wikinger
Die Waffen der Wikinger umfassten zum einen Axt, Pfeil und Bogen, Keule, Messer, Schleudern, Schwert und Speer, als aktive Bewaffnung der Wikinger. Als passive Bewaffnung nutzten sie zum anderen Beinschutz, Brünne, Helm, Schild und Wams, ferner ein Schirmdach. Die Bewaffnung ist aufgrund archäologischer Ausgrabungen, historischen Quellen und Sagen aus der Wikingerzeit (800–1050 n. Chr.) bekannt.

### Schwert

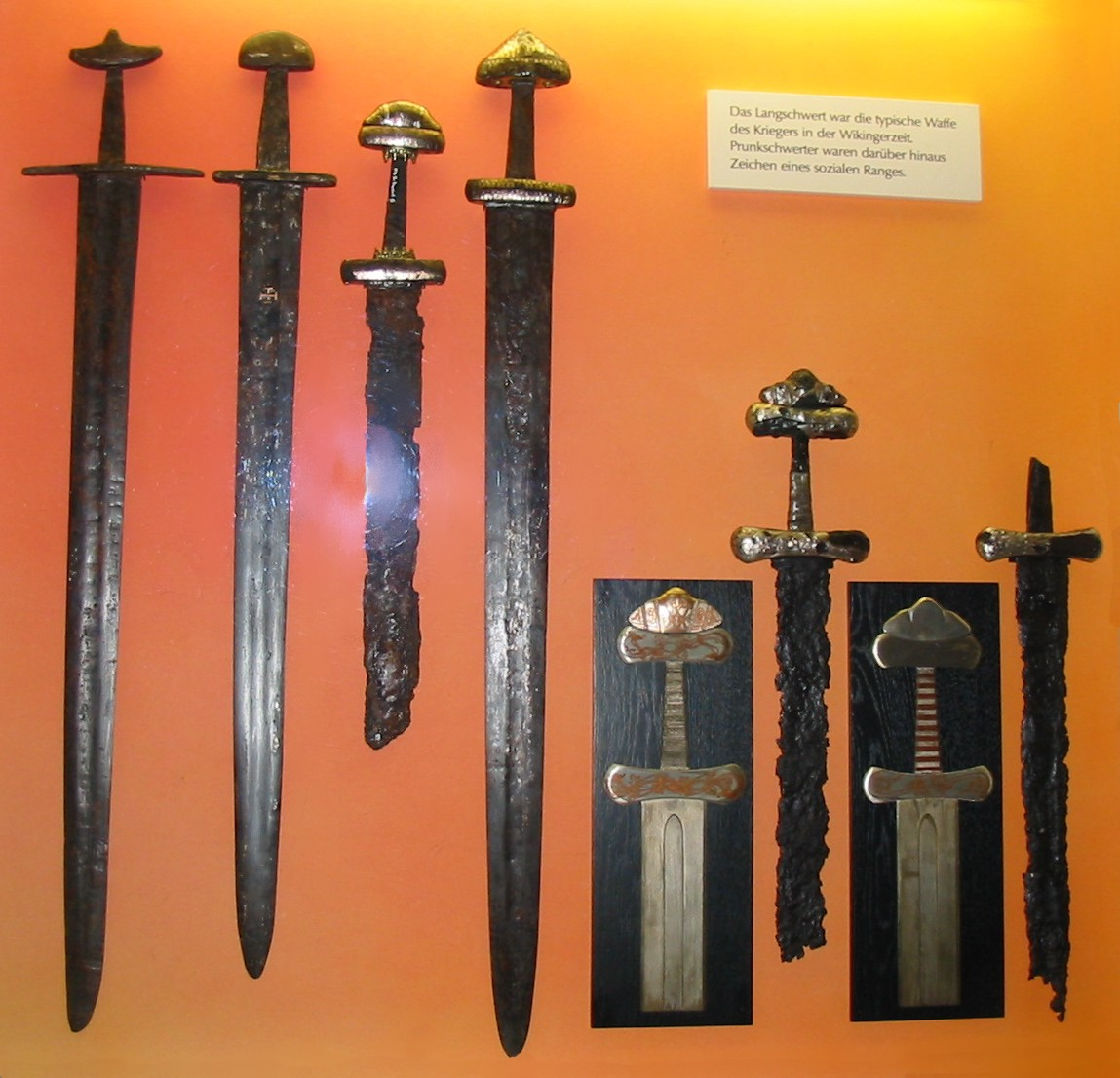
Schwertgriffe aus der Wikingerzeit

### Messer

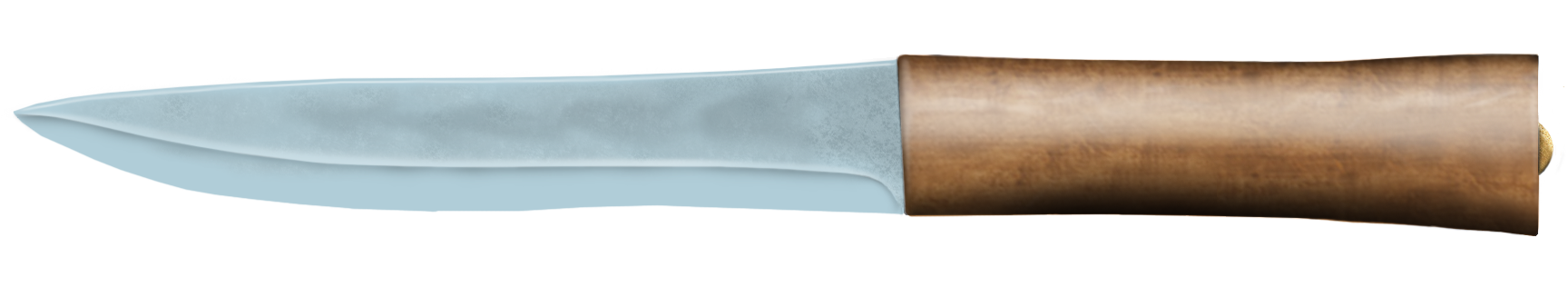
Messer, basierend auf dem Fundgut, das im Jórvík Viking Centre ausgestellt wird

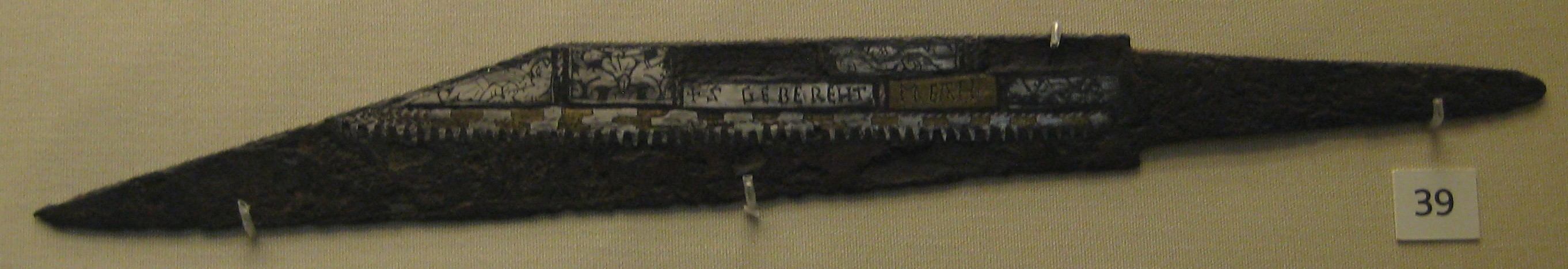
Sax aus Sittingbourne in Kent

#### Ausführungen der Streitaxt

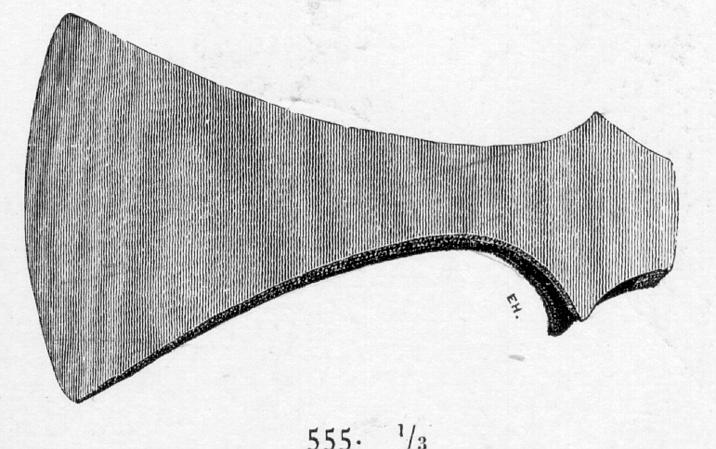
Handöx
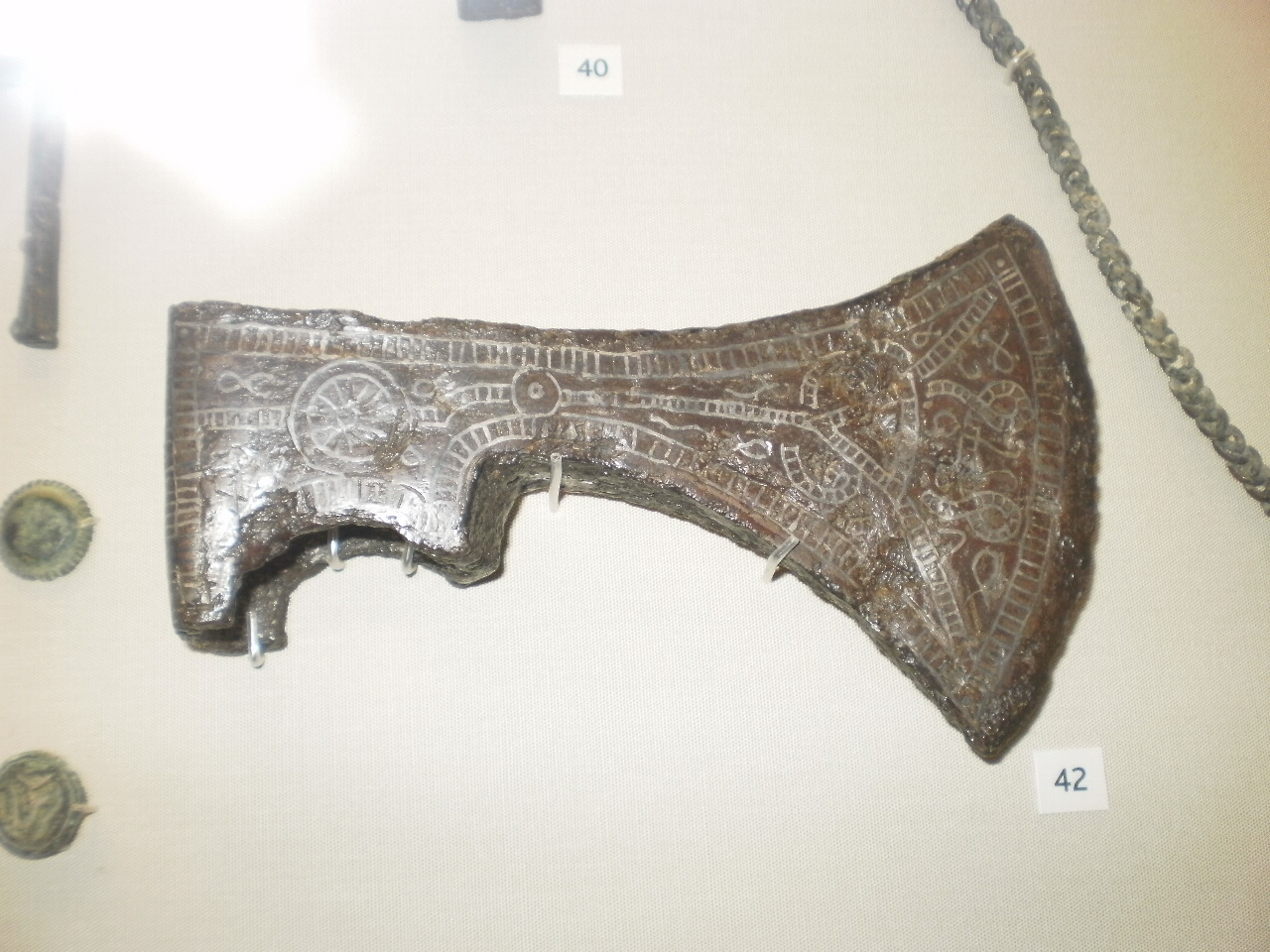
Handöx mit Ziselierung
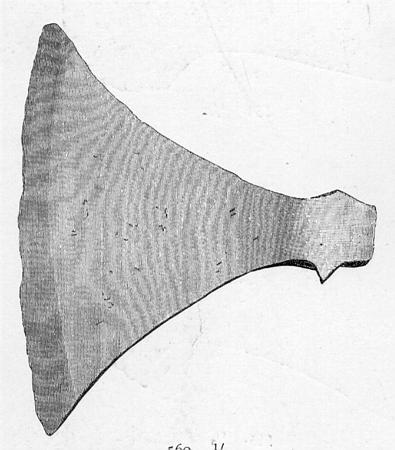
Breiðöx
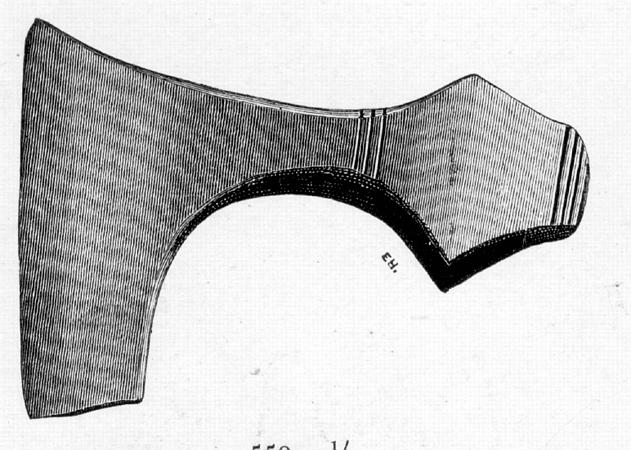
Skeggöx

### Speer

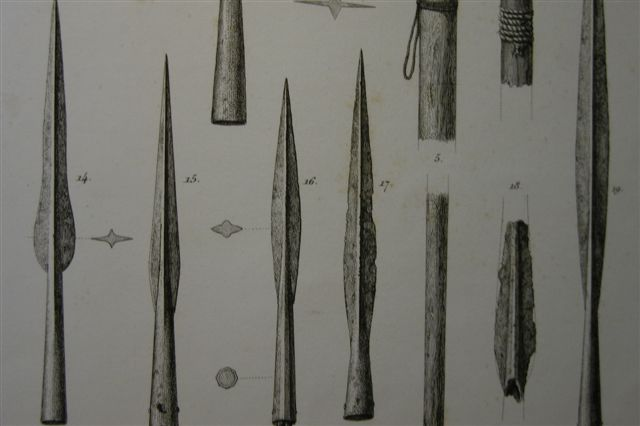
Speerspitzen

### Helm

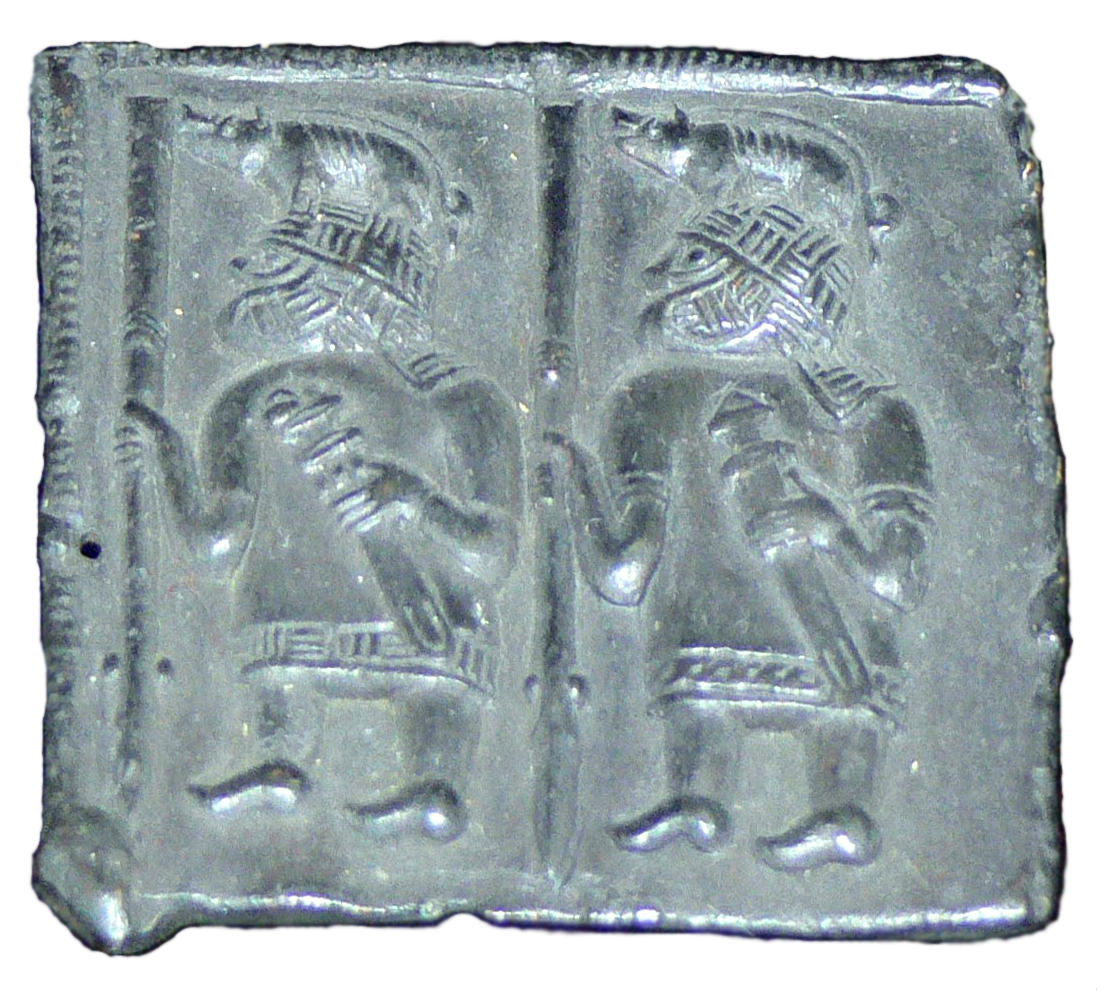
Helm mit Wildschwein als Helmzier aus der Vendel-Zeit
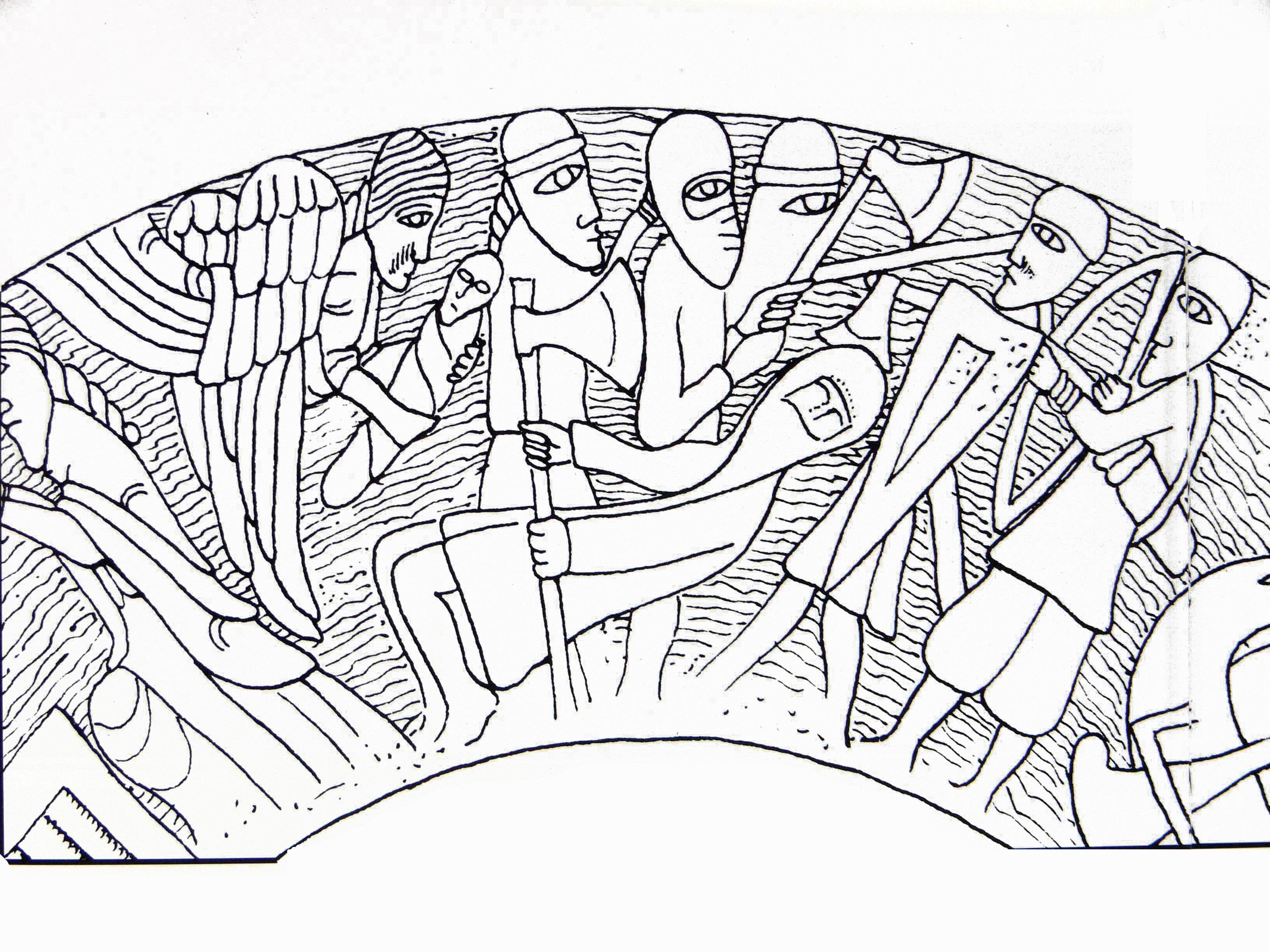
Tötung Olavs des heiligen. Die Krieger tragen verschiedene Helme. (1160)
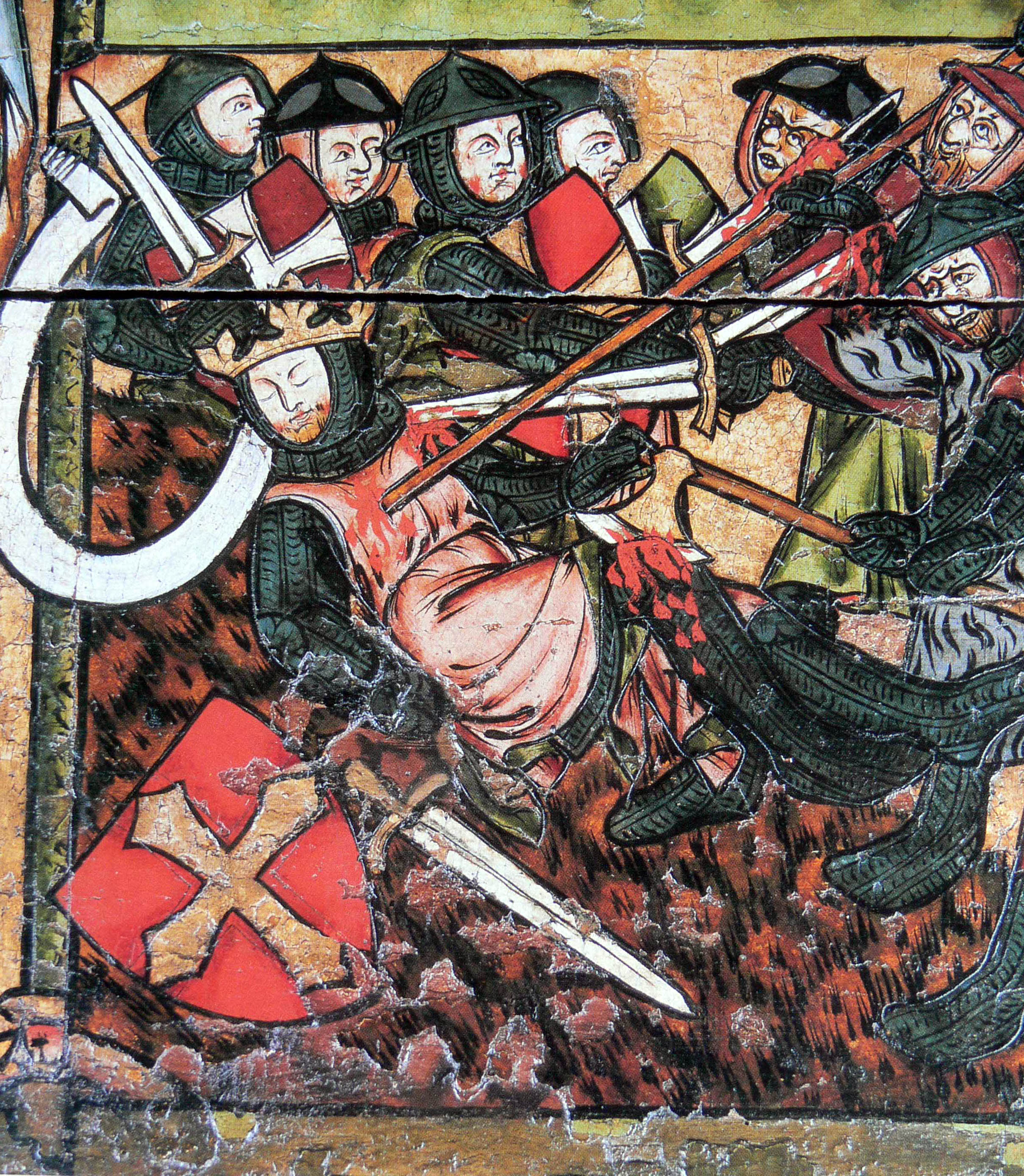
Deutlich sind die flachen Metallhelme zu erkennen. (1. Hälfte des 14. Jahrhunderts.)
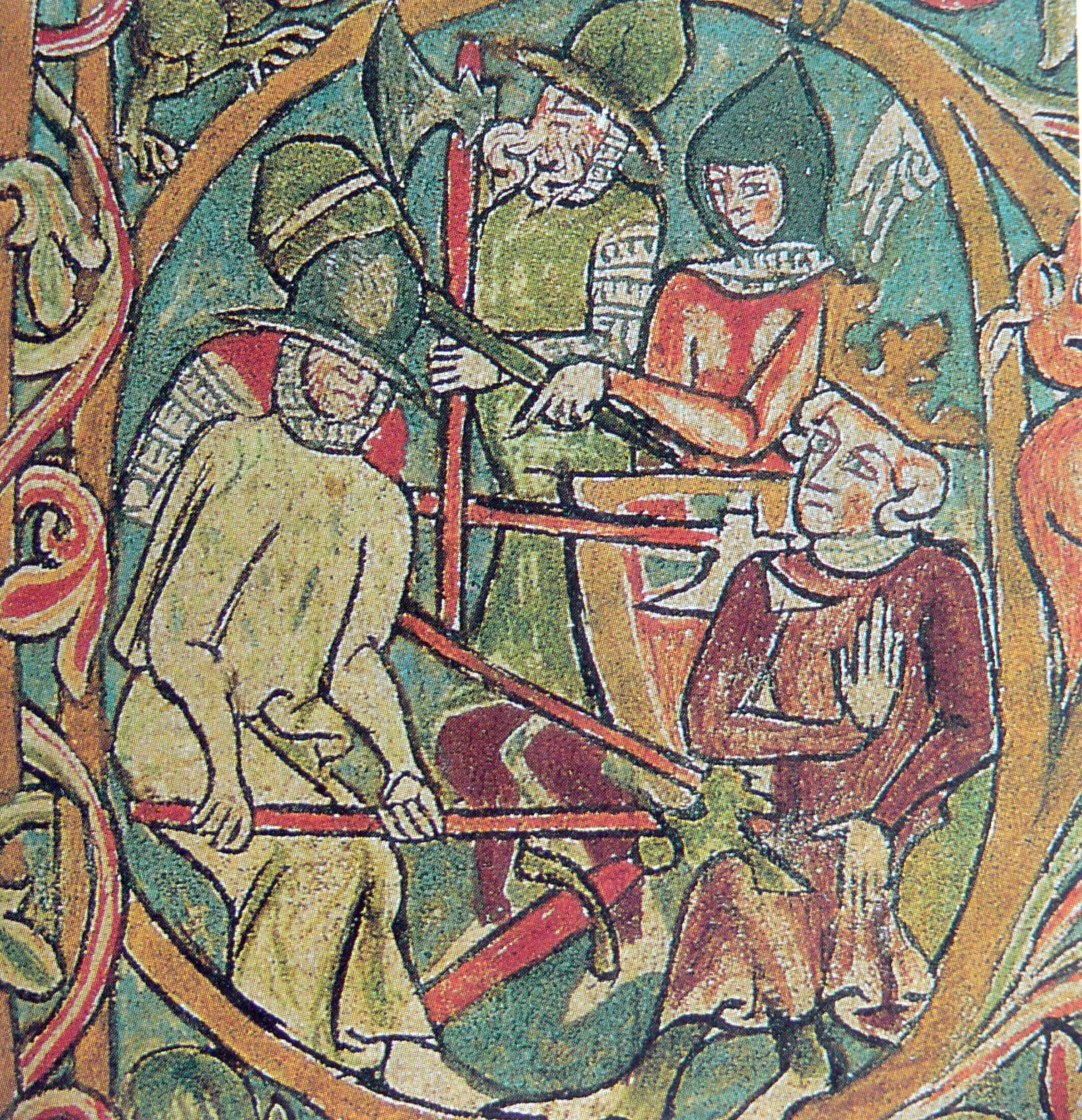
Initiale aus der Flateyjarbók (1390)
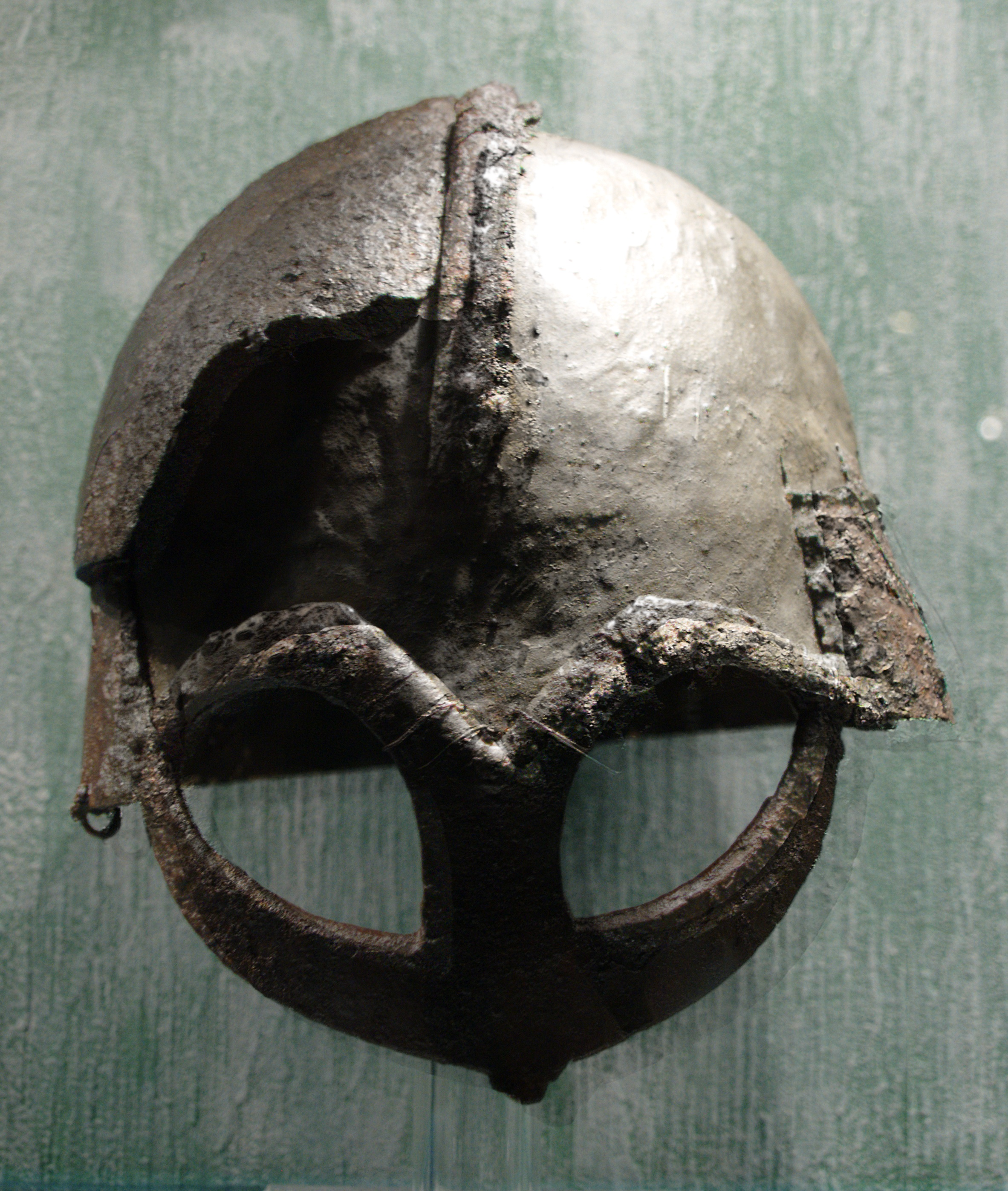
Der Gjermundbu-Helm, ein Helm der Wikingerzeit
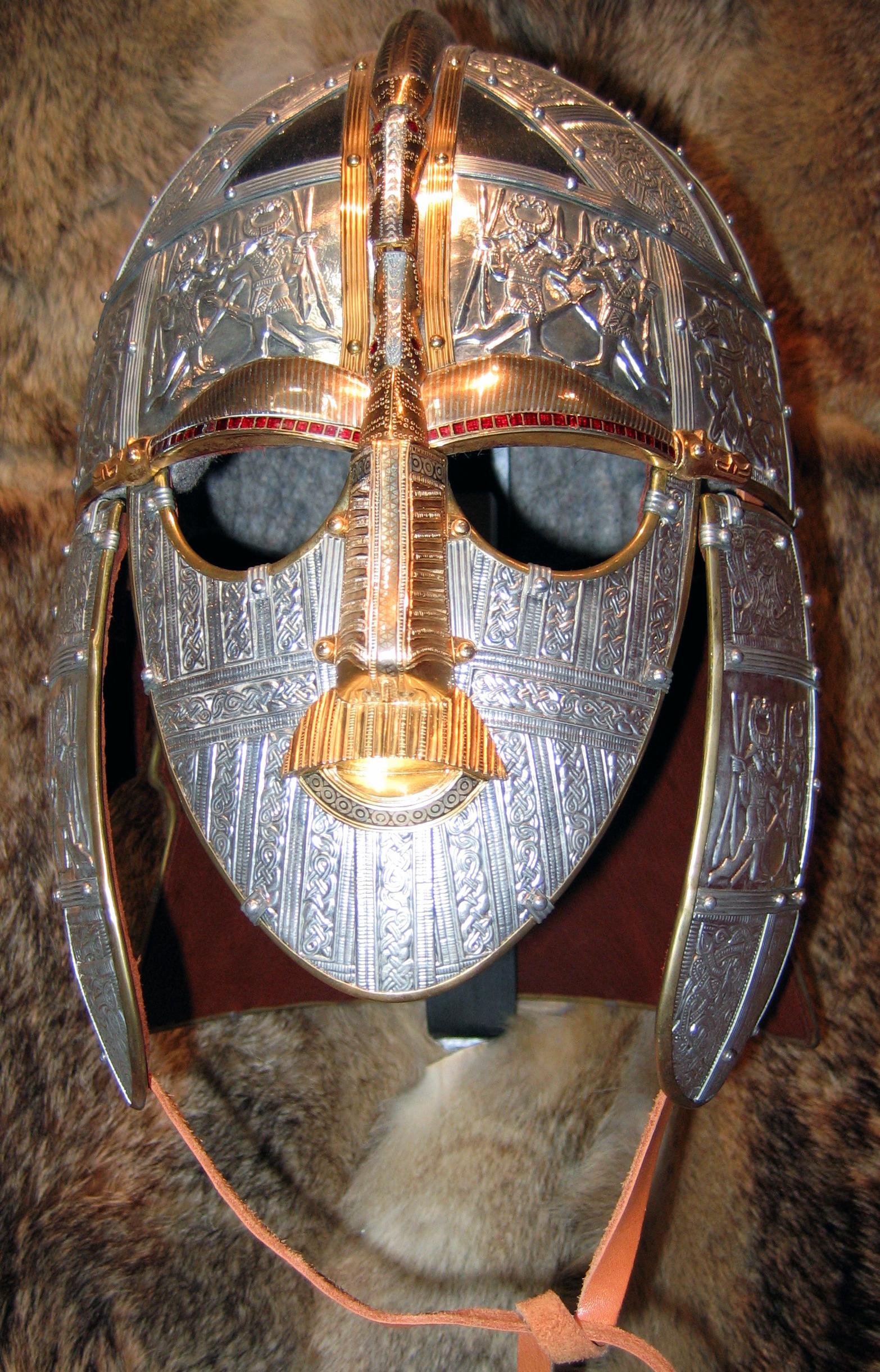
Der Helm von Sutton Hoo (7. Jahrhundert)